# مواءمة الخصائص
مواءمة الخصائص أو الميزات طريقة تستخدم لتسوية نطاق المتغيرات المستقلة أو ميزات البيانات. في معالجة البيانات ، تُعرف باسم تسوية البيانات أيضًا وتُجرى أثناء خطوة المعالجة المسبقة للبيانات عمومًا.